# La morte di Buffy
La morte di Buffy è un volume di fumetti dedicato alle avventure di Buffy Summers, la protagonista della serie televisiva Buffy l'ammazzavampiri.
Il volume racchiude i fumetti della serie regolare Dark Horse Comics dal 43 al 46, anticipati da un fumetto one-shot ambientato anch'esso nel periodo seguito alla morte della protagonista mostrata nell'ultimo episodio (Il dono) della quinta stagione.
La trama del volume costituisce l'anello di ponte tra la quinta e la sesta serie e ci mostra le vicissitudini dei compagni di Buffy da quando lei è morta fino al momento in cui Willow li convince a riportarla in vita con la magia. Nonostante questo, il volume non è considerato canonico (come la maggioranza del materiale fumettistico legato alla serie).
Il volume è ancora inedito in Italia: l'opera di recupero della Free Books si è interrotta nel 2008 e la nuova casa editrice che ne ha rilevato i diritti, la Edizioni BD appare al momento interessata a portare avanti solamente la pubblicazione delle ultime nuove serie.

## Trame

### La morte di Buffy: Persi e trovati
- copertina: Brian Horton e Paul Lee
- testo: Fabian Nicieza
- disegni: Cliff Richards
- inchiostro: Joe Pimentel e Will Conrad
- colori: Dave McCaig
- prima pubblicazione USA: The death of Buffy: Lost and found (marzo 2002)

Dawn si trova davanti alla lapide della tomba di Buffy. Racconta alla sorella le vicissitudini sue e degli amici della Scooby Gang. Dopo la sua morte, tutti quanti si sono lasciati prendere dallo sconforto e si sono rifugiati nel silenzio reciproco, incapaci di affrontare l'argomento e di superare il trauma della perdita della Cacciatrice. Da una piccola bara rinvenuta in un cantiere da Xander scaturisce un demone divoratore di sensazioni negative e tristezza. Soltanto ritrovando l'unità di un tempo, il gruppo assieme a Spike riesce a sconfiggerlo e a trovare la forza di andare avanti in memoria di Buffy.

### La morte di Buffy (parte 1)
- copertina: Brian Horton e Paul Lee
- testo: Tom Fassbender e Jim Pascoe
- disegni: Cliff Richards
- inchiostro: Joe Pimentel e Will Conrad
- colori: Dave McCaig
- prima pubblicazione USA: Buffy #43 The death of Buffy part 1 (marzo 2002)

Dawn scatena una rissa a scuola dopo essere stata apostrofata più volte da una compagna come ragazza lapide. L'intervento del preside Richardson è risoluto: vuole parlare con Buffy, tutore legale della bambina. All'incontro deve però recarsi Giles, il quale garantisce al preside la sua vigilanza sull'intera famiglia. Nel frattempo, la Scooby Gang si salva con difficoltà da un attacco di vampiri. Xander dimostra poca sensibilità verso la situazione di Dawn e viene rimproverato da Willow e Tara. Quando poi Anya propone di farsi aiutare nella caccia da Spike, il ragazzo esplode di rabbia ed esce di casa intenzionato ad uccidere una volta per tutte il vampiro, ancora ubriaco e depresso per la perdita della sua amata Cacciatrice.

### La morte di Buffy (parte 2)
- prima pubblicazione USA: Buffy #44 The death of Buffy part 2 (aprile 2002)

Xander viene fermato da Willow: per quanto il ragazzo non lo voglia accettare, tutti loro hanno bisogno di Spike per combattere i demoni in assenza di una nuova cacciatrice. Ma esiste un'altra soluzione: è di Anya l'idea di rimettere in funzione il Buffybot. A Sunnydale sono in circolazione anche 3 misteriosi stregoni che non riescono a gestire una scomoda pergamena. Hanno bisogno dell'aiuto di una potente strega e Spike (sotto incantesimo) riferisce la loro richiesta a Willow.
- Curiosità. Spike spiega a Willow come questi stregoni siano i fratelli di Doc, apparso nelle puntate Per sempre (5x17) e Il dono (5x22)

### La morte di Buffy (parte 3)
- prima pubblicazione USA: Buffy #45 The death of Buffy part 3 (maggio 2002)

Willow distrugge la pergamena e ottiene in cambio la formula dell'incantesimo di resurrezione. A questo punto deve convincere Xander, Anya e Tara ad aiutarla a realizzarlo, nonostante i loro enormi dubbi. Il fumetto si chiude con le scene del momento in cui l'incantesimo funziona e Buffy ritorna in vita.

### Ritiro
- colori: Michelle Madsen
- prima pubblicazione USA: Buffy #46 Withdrawal (giugno 2002)

Velatti è tornata. La vampira riemerge dal cumulo di macerie che l'avevano sepolta al termine del romanzo grafico Creatures of Habit (pubblicato nel 2002 dalla Dark Horse Comics) e scopre la morbosa relazione sessuale tra Buffy e Spike. Fa rapire Dawn dall'orso Hoopy e la porta al Doublemat dove lavora Buffy per ucciderla e vendicarsi. La cacciatrice sconfiggerà Velatti grazie all'intervento di Xander, che sta preparando il matrimonio con Anya, Willow e Spike prima che questa possa svelare l'imbarazzante verità agli altri.
- Curiosità: compare l'orso Hoopy che mostra un particolare interesse per Dawn. Il motivo verrà svelato nel fumetto Buffy -55- Dawn e l'orso Hoopy inserito e pubblicato anche in Italia nel volume Cacciatrice interrotta.
- Collocazione: Spike descrive come "rave di cattivo divertimento" i fatti avvenuti nell'episodio La vita è un musical (6x06). Willow è da sola dopo la momentanea rottura del rapporto con Tara e la promessa fatta a Buffy di non fare più uso della magia vista alla fine dell'episodio Fuori controllo (6x10). Il matrimonio tra Xander e Anya è imminente e si vedrà nell'episodio Le campane dell'inferno (6x16).